# Adolphe Jauréguy
Adolphe Jauréguy   (Izura-Azme, 18 de febrer de 1898 - Sant Joan de Peu de Port, 4 de setembre de 1977) va ser un jugador de rugbi a 15 francès que va competir entre la dècada de 1910 i la de 1930. Durant la seva carrera també va practicar l'atletisme.
El 1924 va ser seleccionat per jugar amb la selecció de França de rugbi a 15 que va prendre part en els Jocs Olímpics d'Estiu de París, on guanyà la medalla de plata. Va disputar 31 partits amb la selecció nacional. Va capitanejar França a les seves primeres victòries sobre Anglaterra (1927) i Gal·les (1928).
A nivell de clubs va jugar al Stade Bagnèrais (abans del 1918), Tarbes Pyrénées rugby (1918-19), Racing Club de France (1919-20), Stade Toulousain (1920-23) i Stade Français (1923-1933). Va guanyar la lliga francesa de 1920 i fou segon el 1927.
Va estudiar al Lycée de Tarbes i va servir a l'artilleria al final de la Primera Guerra Mundial.